# Rubén Oscar Frassia
Rubén Oscar Frassia (* 1. Dezember 1945 in Buenos Aires) ist ein argentinischer Geistlicher und emeritierter römisch-katholischer Bischof von Avellaneda-Lanús.

## Leben
Rubén Oscar Frassia empfing am 24. November 1973 die Priesterweihe.
Papst Johannes Paul II. ernannte ihn am 26. Februar 1992 zum Titularbischof von Caeciri und zum Weihbischof in Buenos Aires. Die Bischofsweihe spendete ihm der Erzbischof von Buenos Aires, Antonio Kardinal Quarracino, am 4. April desselben Jahres; Mitkonsekratoren waren Carlos Walter Galán Barry, Erzbischof von La Plata, und Eduardo Vicente Mirás, Weihbischof in Buenos Aires.
Am 22. Juli 1993 wurde er zum ersten Bischof des mit gleichem Datum errichteten Bistums San Carlos de Bariloche ernannt und am 15. Oktober desselben Jahres in das Amt eingeführt. Am 25. November 2000 wurde er zum Bischof von Avellaneda ernannt und am 3. März des nächsten Jahres in das Amt eingeführt.
Papst Franziskus nahm am 7. August 2020 das von Rubén Oscar Frassia vorgebrachte Rücktrittsgesuch an.